# Haburské rašelinisko
Haburské rašelinisko je přírodní rezervace v oblasti Východní Karpaty.
Nachází se v katastrálním území obce Habura v okrese Medzilaborce v Prešovském kraji. Území bylo vyhlášeno v roce 1981 na rozloze 1,34 ha. Ochranné pásmo nebylo stanoveno.